# Goswin de Stassart

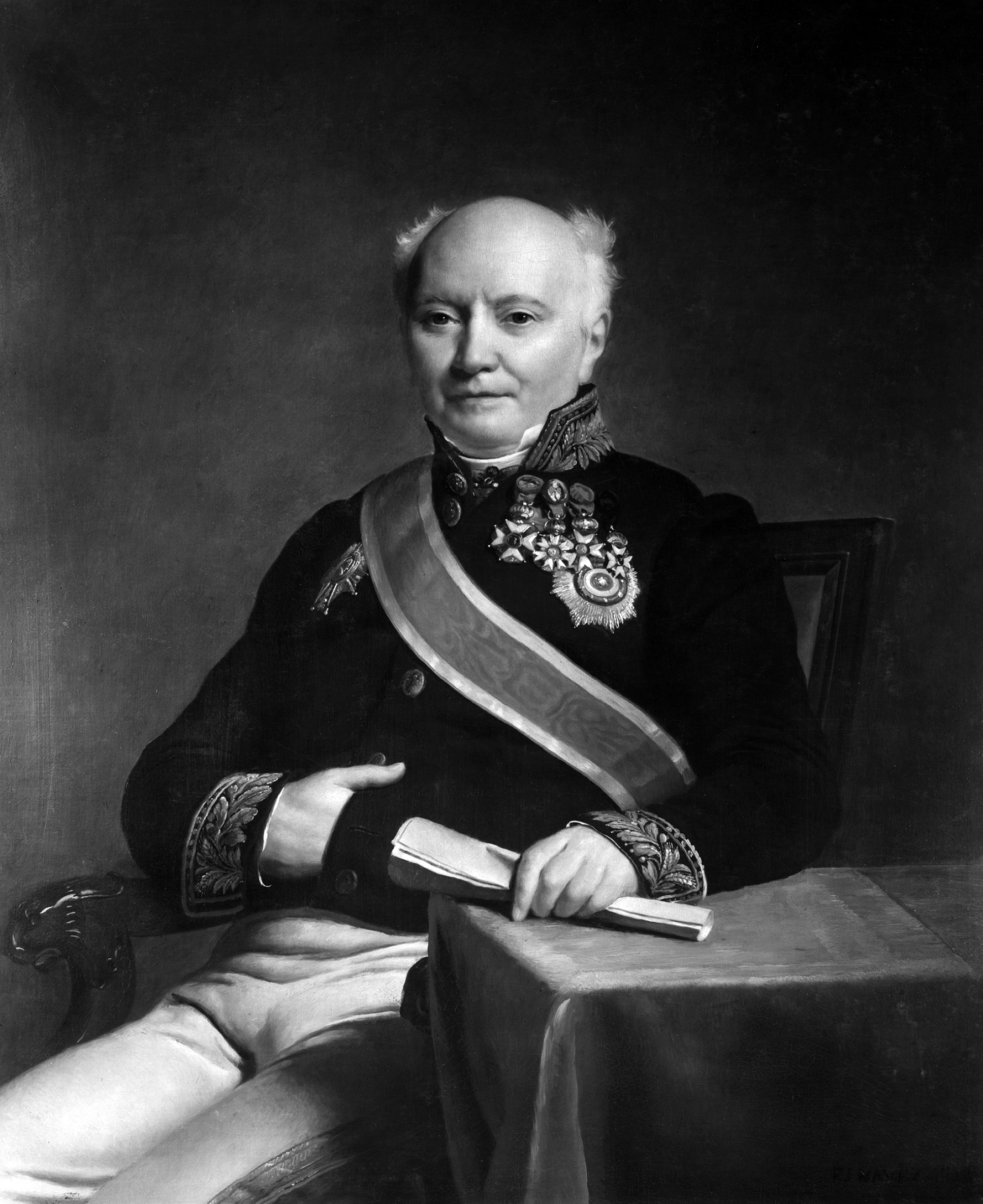
Goswin de Stassart

Goswin Joseph Augustin Baron de Stassart (* 2. September 1780 in Mecheln; † 16. Oktober 1854 in Brüssel) war ein niederländisch-belgischer Politiker.

## Leben
Stassart studierte Rechtswissenschaft in Paris, wurde ebenda 1804 Auditeur im französischen Staatsrat, erhielt 1805 eine Intendantur in Tirol und 1807 bei der französischen Armee in Preußen. 1810 wurde er Präfekt des Départements Vaucluse und 1811 des Départements der Mündungen der Maas. Nach der zweiten Restauration lebte er auf seinem Landgut bei Namur, bis ihn die Stadt Namur 1822 in die niederländische Zweite Kammer der Generalstaaten sandte, wo er zur Opposition gehörte. Nach dem Ausbruch der belgischen Revolution in Brüssel im September 1830 war er unter den Abgeordneten der südlichen Provinzen, welche der Einberufung der Kammer nach Den Haag Folge leisteten. 1831 begab er sich nach Belgien zurück, wo er in den Kongress gewählt und Mitglied der provisorischen Regierung sowie dann des Senats wurde. In dieser Stellung bekleidete er sieben Sessionen hindurch das Amt eines Präsidenten, während er von der Regierung 1834 auch zum Gouverneur von Brabant ernannt wurde, verlor aber 1838 diese beiden Würden, da er als Großmeister der belgischen Freimaurerei mit dem dieselbe befehdenden Episkopat offen gebrochen hatte. 1840 wurde er für kurze Zeit Gesandter zu Turin. 1841 legte er seine Würde als Großmeister der belgischen Freimaurerei nieder. Er starb am 16. Oktober 1854 in Brüssel.
Im Oktober 1833 wurde er zum Mitglied der Académie royale de Bruxelles gewählt, später wurde er mehrmals Präsident der Akademie.

## Werke
Seine Schriften (Denkschriften, Reden, Kritiken etc., namentlich aber treffliche Fabeln) erschienen gesammelt in Brüssel 1854.